# Idioma dalecarliano
El elfdaliano o dalecarliano (övdalsk para los nativos, y älvdalsmål o älvdalska para los suecos, literalmente, lengua de los elfdalianos) es una lengua de Suecia.
Es en realidad un dialecto del conjunto de dialectos que formaban el dalecarliano antiguo, una lengua escandinava propia, de la rama escandinava oriental. El dalecarliano antiguo era hablado en el condado o comarca de Dalecarlia (Dalarna en sueco), hoy solo se habla en los municipios alrededor del lago Siljan (Silja en sueco) y sobre todo en el municipio de Elfdalia (Älvdalen en sueco y Ölvdaln en dalecarliano). Algunos lingüistas (suecos principalmente) la consideran un dialecto del sueco, mientras que otros lingüistas escandinavos sostienen que es una lengua propia.
Los dialectos dalecarlianos mantuvieron muchas características gramaticales y fonológicas arcaicas, muchas son todavía casi idénticas a las del nórdico antiguo, como por ejemplo, el uso de la letra eth (Ð,ð), (que llegó a usarse en el sueco antiguo); mantiene la nasalidad de las vocales; conservación de los tres géneros; etc.
A pesar de estar clasificado dentro de la rama escandinava oriental, mantiene algunas semejanzas con los dialectos neonoruegos de Trendelag, el trendés (trøndersk en noruego), que son clasificados en la rama escandinava oriental junto con el neonoruego o nynorsk.
En comunidades aisladas se seguía escribiendo este idioma con runas hasta fechas tan recientes como 1906.